# کارل هین
کارل یاکوب هین (زاده ۱۳ آوریل ۲۰۰۲) یک بازیکن فوتبال اهل استونی است. وی برای باشگاه فوتبال آرسنال بازی می‌کند.